# Howard Gordon
Howard Gordon (Queens, 31 marzo 1961) è uno sceneggiatore e produttore televisivo statunitense.

## Biografia
Nato nel Queens, New York, dopo la laurea all'Università di Princeton nel 1984, Gordon si è mosso verso Los Angeles con il collega e amico Alex Gansa per perseguire la carriera di sceneggiatore televisivo. Inizia scrivendo alcuni episodi della serie TV Spenser: For Hire, successivamente entra nello staff di autori della serie La bella e la bestia, diventando poi anche produttore della serie.
Nel 1990, Gordon e Gansa firmano un contratto biennale con la Witt-Thomas Productions, con cui hanno prodotto diversi progetti pilota. Uno di questi progetti, chiamato Country Estates e targato ABC, ha catturato l'attenzione del noto produttore Chris Carter, che poco dopo invitò Gordon e Gansa ad unirsi al team di X-Files come supervisori alla produzione. Gordon ha scritto diversi episodi per ogni stagione, prima di lasciare la serie nel 1997 per perseguire altri progetti.
Nel 1999 ha creato la serie TV Strange World, ma la serie non ottiene il successo sperato e viene cancalleta dopo una stagione, composta da 13 episodi. Successivamente inizia a collaborare con Joss Whedon, creatore di Buffy l'ammazzavampiri, per cui Gordon aveva già co-scritto un episodio. Dal 1999 al 2000 lavora come sceneggiatore e produttore consulente per lo spin-off di Buffy, Angel.
Dopo due anni con Angel, Gordon abbandona la serie nel 2001 per lavorare nella serie della Fox 24, per cui scrive diversi episodi per le prime quattro stagioni della serie. Gordon lascia temporaneamente 24 per lavorare con il collega Tim Minear, con cui crea un'altra serie della Fox, The Inside. Dopo la cancellazione di The Inside torna a lavorare come sceneggiatore e produttore esecutivo di 24. Gordon è anche co-sceneggiatore del film TV 24: Redemption.
Nel 2011, assieme a Gansa e Gideon Raff, crea per Showtime la serie televisiva Homeland - Caccia alla spia, con Claire Danes e Damian Lewis. Inoltre è produttore esecutivo della serie della NBC Awake, creata da Kyle Killen, mentre nel 2014 è show runner di Tyrant.